# Anticomitas vivens
Anticomitas vivens är en snäckart som beskrevs av Powell 1942. Anticomitas vivens ingår i släktet Anticomitas och familjen Turridae. Inga underarter finns listade i Catalogue of Life.